# 黃志祥 (商人)
黃志祥，GBS（1952年—），福建莆田人，香港地產發展商信和置業董事局主席、律師，信和置業創辦人黃廷方長子。

## 生平
黄志祥出生於新加坡，福建莆田江口鎮人。1970年代，黃廷方父子開始進軍香港地產，並在1972年將「信和地產」在香港上市。然而，那時香港地產業受到中東石油危機影響而陷入低潮，但黃氏父子卻購入尖東六片土地，興建成尖沙咀中心、帝國中心、好時中心、永安廣場、南洋中心及已經易名為明輝中心的尖沙咀廣場。黃氏父子能看出尖東的發展潛力極佳，結果為他們賺取巨額利潤，掘出第一桶金。
1981年，黃氏父子將信和地產部分物業，以「信和置業」名義分拆在香港上市，其後成為集團地產發展的主力。
1987年，黃志祥就以空殼公司透過自己的證券行買入了一萬張期指，看好股市。不過之後發生1987年香港股災，香港股市停市四天，再開市時，股價已經下跌3份之2。期指亦下跌超過2,000點，一張期指虧蝕十萬港元。黃志祥的一萬張期指令他虧蝕十億港元。由於黃以空殼公司買入期指，因此他本打算將空殼公司清盤了事，不過當時的港督衞奕信召了黃志祥到他的粉嶺別墅談判，結果為庫房收回七億五千萬港元。
黃志祥向來有「地產超級大好友」的稱號。政府每次賣地都見到黃氏的蹤影。他對香港地產業十分樂觀，也支持香港特區政府的「勾地」政策。不過，黃氏父子曾在1980年代香港地產低潮期間表現過分進取，一口氣購入多達10多幅土地，結果令信和集團當時損失估計超過10億港元，幾乎面臨破產的局面。

## 家庭
黃志祥已婚，妻子為楊素瓊（楊素瓊為楊偉成的女兒），兩人共育有六名子女：黃永光、黃永龍、黃永耀、黃敏華、黃敏儀、黃敏音。

## 積極參與賽馬活動
黃志祥早在1990年代在新加坡成為馬主，2000年代開始在香港賽馬會成為馬主，名下馬匹大多數以「利多」兩字命名，包括大利多、贏不盡、好利多、源利多、喜利多、吉利多、快利多、真利多、馬利多、信利多、正利多、博利多、豐利多、追日、年年旺、運時來、迎月、多多配合、滿月、飲杯、天使之聲（香港）、民間智慧（法國及新加坡訓練）、興利多、家寶恩、創利多、明徹、吉金寶（新加坡）、羅馬精神、中國夢（愛爾蘭）、心意傳達、火箭行動（英國）、基金精神（法國）。
其家族也繼承香港賽馬會成員。